# Krab o złotych szczypcach
Krab o złotych szczypcach (fr. Le Crabe aux pinces d'or) – album komiksowy wydany w serii Tintin, autorstwa Hergé.

## Treść
Tintin i Miluś idą na spotkanie z Tajniakiem i Jawniakiem. W trakcie spaceru, Miluś znajduje puszkę po krabach, która zaczepia się na jego nosie. Tintin ściąga ją i karci Milusia za jego zachowanie. Policjanci spotykają się z Tintinem w kawiarni. Opowiadają mu o fałszywych dwudziestofrankówkach i topielcu, który zatonął poprzedniego wieczora. Tintin zauważa w zbiorach detektywów kawałek etykiety z puszki, którą zabrał Milusiowi. Powraca do śmietnika, do którego ją wyrzucił, ale nie znajduje puszki. W domu odczytuje napis na etykiecie, który brzmi Karaboudjan, co jest nazwą statku transportowego, na którym pływał topielec.
Nazajutrz, Tintin idzie do portu, aby rozejrzeć się po Karaboudjanie. Zostaje ogłuszony przez jednego z marynarzy, związany i uwięziony w ładowni. Uwalnia się, gdy marynarz przynosi mu jedzenie. Tintin zarzuca linę przez okno i trafia do kajuty kapitana Baryłki. Ten jest pijany i mówi, iż umieści Tintina w ładowni, ale reporter opowiada mu o ładunku opium, o którym kapitan nie wiedział. Potem Baryłka zaczyna płakać na wspomnienie matki i przychodzi bosman z butelką whisky. Tintin i kapitan uciekają szalupą ze statku i postanawiają dopłynąć do wybrzeża Hiszpanii. Na morzu strzela do nich hydroplan, ale reporter celnie zestrzeliwuje go i związuje załogę. Wraz z kapitanem wsiadają do samolotu i odlatują w kierunku Hiszpanii. Niestety napotykają burzę, a kapitan upija się whisky i uderza Tintina butelką w głowę, przez co ten traci kontrolę i samolot spada na pustynię.
Przez parę dni wędrują, ale słabną z pragnienia i odnajduje ich patrol wysłany przez miejscowego porucznika. Daje im on wielbłądy i wyruszają w kierunku miasta. Atakują ich Berberowie, ale porucznik na czas przybywa z odsieczą. Gdy Tintin i kapitan docierają do miasta, reporter zauważa bosmana Allana i podąża za nim, ale gubi jego trop. Kapitan idzie do kapitanatu portu i dostrzega Karaboudjan przemalowany na Djebel Amilah. Wkrótce po tym, Baryłka zostaje porwany przez swoją dawną załogę, a Tintin wyrusza na jego poszukiwanie.
Tymczasem do miasta przybywają Tajniak i Jawniak, którzy zajmują się sprawą przemytu narkotyków. Idą oni odwiedzić Omara Ben Salaada, bo Tintin podejrzewa go o udział w przemycie opium. Tymczasem reporter odnajduje kryjówkę załogi Karaboudjana i ratuje kapitana Baryłkę. Upijają się oni oparami wina i bosman zabiera Tintina, a kapitan śpiewa piosenki trzymając butelkę wina. Jeden z marynarzy mu ją zabiera, a ten wściekły goni go i wyzywa. Dwaj detektywi są z wizytą u Omara Ben Salaada, gdy nagle wybiegają kapitan i Tintin. Salaad chce zabić Tintina, ale Miluś gryzie go i Salaad strzela w sufit. Okazuje się, że jest on hersztem gangu przemytników.
Bosman Allan ucieka motorówką, ale Tintinowi udaje się go złapać. Cała załoga Karaboudjana zostaje zapuszkowana, a reporter poznaje Bundżi Kurakiego, który jest szefem policji w Jokohamie (został on porwany przez bandytów sprzed domu Tintina). W radiu odbywa się audycja, którą prowadzi kapitan, który po wypiciu szklanki wody zaczyna się źle czuć.

## O wydaniu
Tematyka Kraba o złotych szczypcach jest odmienna od tego, do czego Hergé przyzwyczaił czytelników już od lat, czyli komentowania aktualności światowej polityki. Było to podyktowane wymogami cenzury w okupowanej przez Niemców Belgii (album ukazał się w roku 1941, a już dwa lata później został wydany w kolorze).
Amerykańscy wydawcy tego albumu po raz kolejny doprowadzili do zmian – przede wszystkim sceny, kiedy kapitan Baryłka pije rum, zostały przerysowane tak, by nie było widać przełykania.
W Polsce komiks ten został wydany przez wydawnictwo Egmont w 1994 roku.